# Frank Schaefer
Frank Schaefer (Colonia, 26 ottobre 1963) è un dirigente sportivo e allenatore di calcio tedesco.